# Filip Sachpekidis
Filip Filipos Lars Sachpekidis (Kalmar, 3 luglio 1997) è un calciatore svedese, centrocampista del Landskrona BoIS.

## Carriera

### Club
È in parte un prodotto del vivaio del Kalmar FF, avendo disputato qui gli ultimi anni di settore giovanile dopo gli anni al Lindsdals IF, altro club della città di Kalmar.
L'esordio assoluto di Sachpekidis in Allsvenskan, datato 3 agosto 2013, è coinciso con un gol decisivo: un suo tap-in al 90' minuto ha infatti permesso al Kalmar di battere 1-0 il Syrianska, con il giocatore che era subentrato solo quattro minuti prima. All'età di 16 anni e un mese è diventato così il più giovane marcatore della storia dell'Allsvenskan. Nonostante ciò, quella è stata la sua unica presenza nel campionato 2013.
Nel corso dell'Allsvenskan 2014 ha collezionato cinque presenze, di cui una da titolare. A fine stagione si era parlato di un suo possibile approdo all'Hammarby guidato dal suo ex allenatore Nanne Bergstrand, ma poi ha prolungato con il Kalmar fino al 2017. Nel 2015 ha trovato maggiore spazio, con 15 partite dal primo minuto più 9 presenze dalla panchina. Minore è stato invece lo spazio a disposizione nell'edizione 2016, con 13 presenze totali (di cui solo tre da titolare) anche a causa di vari problemi fisici e di salute, che lo hanno tenuto fuori specialmente nella prima parte del campionato. È stato costretto a saltare più della metà delle gare di Allsvenskan anche in occasione delle edizioni 2018 (infortunio all'anca, 9 presenze) e 2019 (muscolo femorale ed altri problemi minori, 5 presenze).
Nel gennaio del 2023, dopo aver rifiutato la proposta di rinnovo contrattuale da parte del Kalmar, si è accordato con i greci del Levadeiakos con un contratto di un anno e mezzo. Nonostante ciò, dopo pochi mesi, già nell'estate 2023 ha lasciato il club ellenico a seguito della retrocessione sopraggiunta al termine della Souper Ligka Ellada 2022-2023.
È rimasto svincolato per alcuni mesi, poi, il 27 marzo 2024, nell'ultimo giorno della finestra del calciomercato svedese, si è unito al Landskrona BoIS (seconda serie nazionale) a fronte di un accordo di un anno e mezzo.

### Nazionale
Ha giocato nelle nazionali giovanili svedesi Under-17 e Under-19.